# Talagang
Talagang (urdu: تلہ گنگ‬) – miasto w Pakistanie, w prowincji Pendżab. W 2017 roku liczyło 63 855 mieszkańców.